# 2,2'-dichloorethylether
2,2'-dichloorethylether is een organische verbinding met als brutoformule C4H8Cl2O. Het is een zeer toxische heldere, kleurloze vloeistof met een kenmerkende geur, die ontleedt in water.
2,2'-dichloorethylether wordt gebruikt als tussenstof bij het maken van pesticiden. Handelsnamen van de stof zijn DCEE en Chlorex. Soms wordt het aangewend als oplos- en schoonmaakmiddel.

## Toxicologie en veiligheid
De stof kan ontplofbare peroxiden vormen bij blootstelling aan lucht en licht. De stof ontleedt bij verbranding of bij contact met water, met vorming van giftige dampen, onder andere waterstofchloride. Reageert hevig met sterk oxiderende stoffen, chloorsulfonzuur en oleum. De structuur van de verbinding lijkt erg op die van mosterdgas, de aanwezigheid van het zuurstofatoom in plaats van het zwavelatoom in mosterdgas maakt de stof iets minder reactief.
De stof is irriterend voor de ogen en de luchtwegen. Inademing van de damp kan longoedeem veroorzaken en blootstelling ver boven de toegestane grenzen kan de dood veroorzaken. De structurele gelijkenis met mosterdgas komt ook terug in de gezondheidsrisico's van DCEE. Ondanks de iets lagere reactiviteit ten opzichte van mosterdgas is DCEE nog steeds een zeer gevaarlijke verbinding